# Щецинський замок
Замок Поморських князів у Щецині (пол. Zamek Książąt Pomorskich w Szczecinie, нім. Stettiner Schloss) — ренесансний замок розташований на Замковому пагорбі в Щецині, центрі Західнопоморського воєводства Польщі. Замок був історичною резиденцією родини Грифичів, правителів Поморського князівства.

## Історія

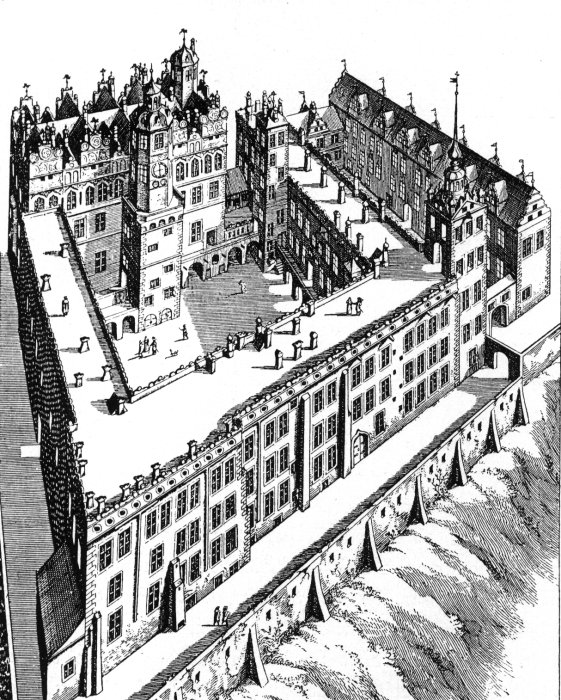
Щецинський замок у 1653 році на гравюрі М. Меріана

Перед 1124 роком на замковій горі розташовувалося слов'янське городище з дерев'яним двором князя Вартислава I. Після перенесення столиці князівства з Узедома до Щецина, яке здійснив князь Барнім I у 1235 році, княжу резиденцію було розбудовано.
Початки нинішнього замку сягають 1346 року, коли Барнім III, порушивши привілеї щецинських патриціїв, розпочав будівництво так званого кам'яного будинку. Поруч із кам'яним будинком знаходилася каплиця святого Отто і так званий великий будинок з тюремною вежею. У 1428 році у місті спалахнуло повстання бідняків та ремісників. У обмін за придушення заколоту князь Казимир V отримав від міської ради значну суму на розширення та зміцнення кам'яного замку. Тоді було побудовано південне крило, витримане у пізньоготичному стилі.
Після пожежі 1530 року розпочалася перебудова замку. Вона тривала сім років, протягом яких кам'яний будинок було перебудовано у двоповерхову будівлю з двосхилим дахом та годинниковою вежею у ренесансному стилі. Також було добудовано східне крило.
У 1573—1582 роках князь Ян Фридерик здійснив генеральну перебудову замку. Кам'яний будинок та костел святого Отто було знесено. Готичне південне крило було залишено, а східне крило підвищено. До них було добудовано північне та західне крила, замикаючи таким чином подвір'я. Також до замку підвели водогін.
На початку XVII століття за правління Філіпа II та Франциска за західним крилом було добудовано двоповерхове п'яте крило — музей (перший об'єкт у регіоні, який вже від моменту будівництва був призначений для музею), створюючи таким чином друге невелике подвір'я.
Після згасання династії Грифичів, з 1637 року замок був садибою шведського намісника, а з 1720 року у ньому знаходився прусський гарнізон. У 1752 році король Пруссії Фрідріх II Великий заснував у музейному крилі монетний двір.
За часів приналежності до Пруссії замок багато разів перебудовувався, що було зумовлено потребою адаптації його до потреб гарнізону, який в ньому розташовувався. Багато прикрас було усунуто. Найбільше спустошення замку здійснив прусський гарнізон у ХІХ столітті, коли було знищено склепіння східного крила, повністю перебудовано південне крило, знесено клуатри, а всередині замку вимуровано сходи та коридори.
Після спустошення гарнізоном у 1902 році замок поступово почав занепадати. Реноваційні роботи з повернення замку вигляду давньої резиденції було розпочато у 1925 році, однак вже через рік вони зупинилися. Незважаючи на існування багатьох планів, німецька влада не здійснила комплексної реновації замку до початку Другої світової війни. У 1944 році замок зазнав значних пошкоджень під час повітряних бомбардувань силами антигітлерівської коаліції.
У 1946 році розпочалися роботи з укріплення руїн замку, а у 1948 році у подвір'ї замку розпочалися археологічні розкопки.
У 1958—1980 роках замок був відбудовано (консерваційно-реноваційні проєкти розробив були у 1958—1970 роках професор Щецинської політехніки Станіслав Латур). Замку було повернуто ренесансний вигляд XVI століття на основі гравюри Маттеуса Меріана. У замку збереглися оригінальні готичні склепіння у підвалі, двох залах першого поверху у південному крилі та фрески у годинниковій вежі. Під північним крилом знаходяться також залишки готичного костелу святого Отто — крипта із саркофагами князів, яку було виявлено вже після війни. Кості князів було перепоховано у соборі святого Якоба у Щецині. Натомість одяг та клейноти князів було передано до Національного музею у Щецині.

## Сучасність
Замок є власністю Управління Західнопоморського воєводства, яке має у ньому свій офіс. У Замку діє культурний центр «Замок Поморських князів», який включає концертний зал імені Богуслава I, виставкові зали, кінотеатр «Замок», театр «Крипта», кабаре «Пивниця При Крипті» та «Опера в замку». Окрім того тут також є два ресторани. У Замку організовуються численні концерти, мистецькі та історичні виставки, літературні та наукові зустрічі, культурні заходи, тощо.
У 2014—2015 роках було здійснено ремонт північного крила замку.
11 травня 2017 року обвалилася стеля другого поверху північного крила замку. Жертв вдалося уникнути внаслідок того, що крило закрили для відвідувачів 2 тижнями раніше, після виявлення тріщин на стінах.

## Світлини

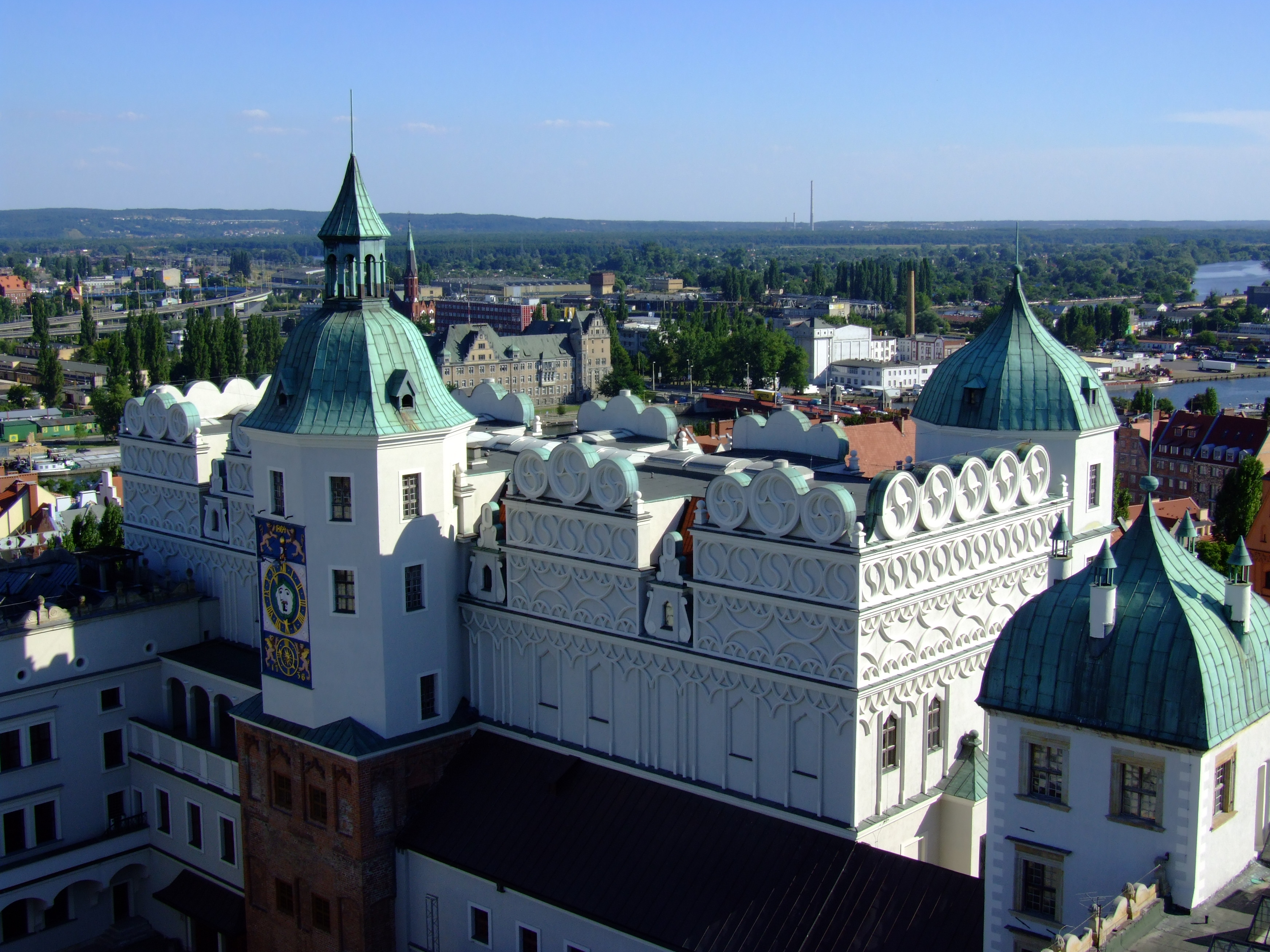
Вигляд з вежі замку
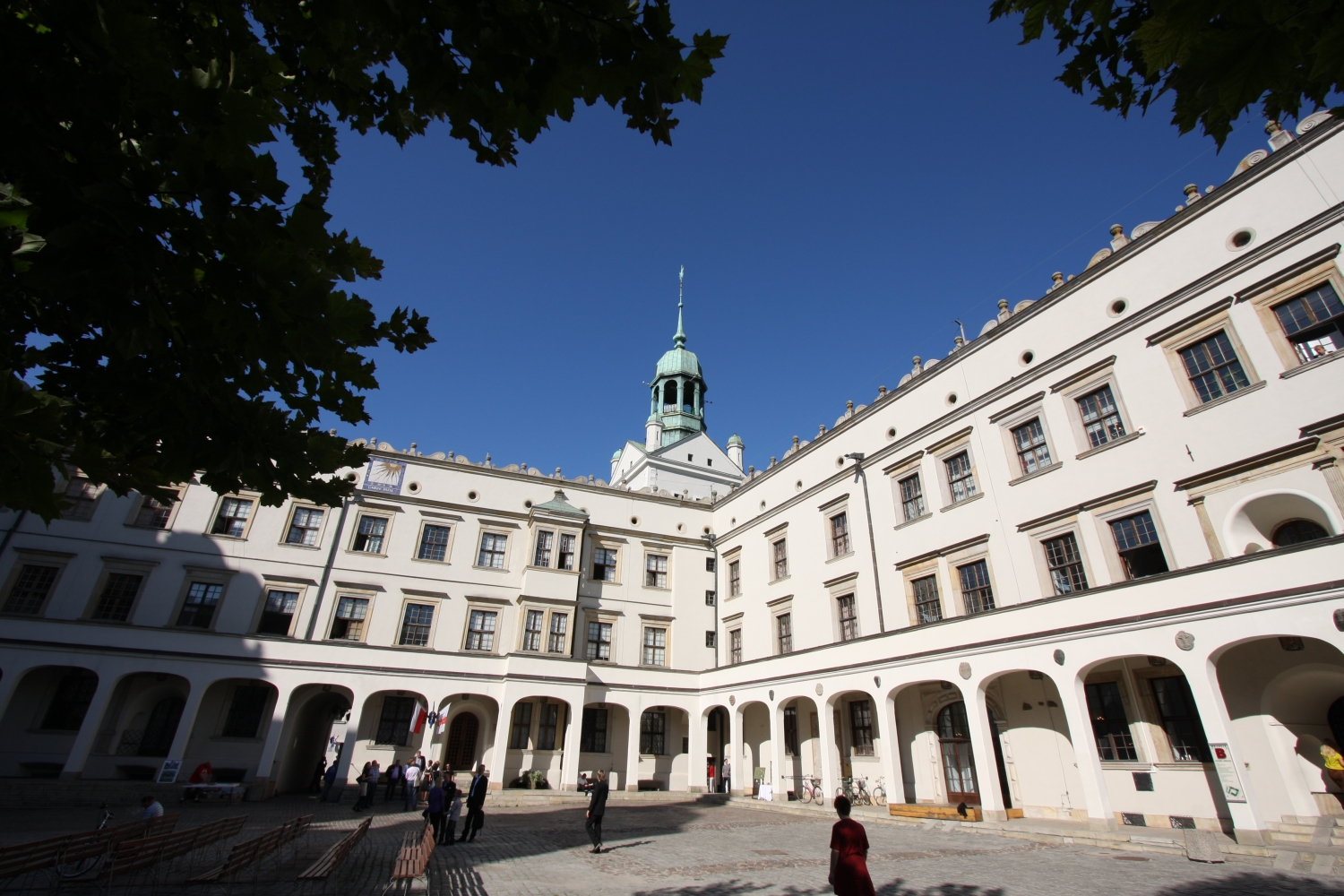
Замкове подвір'я
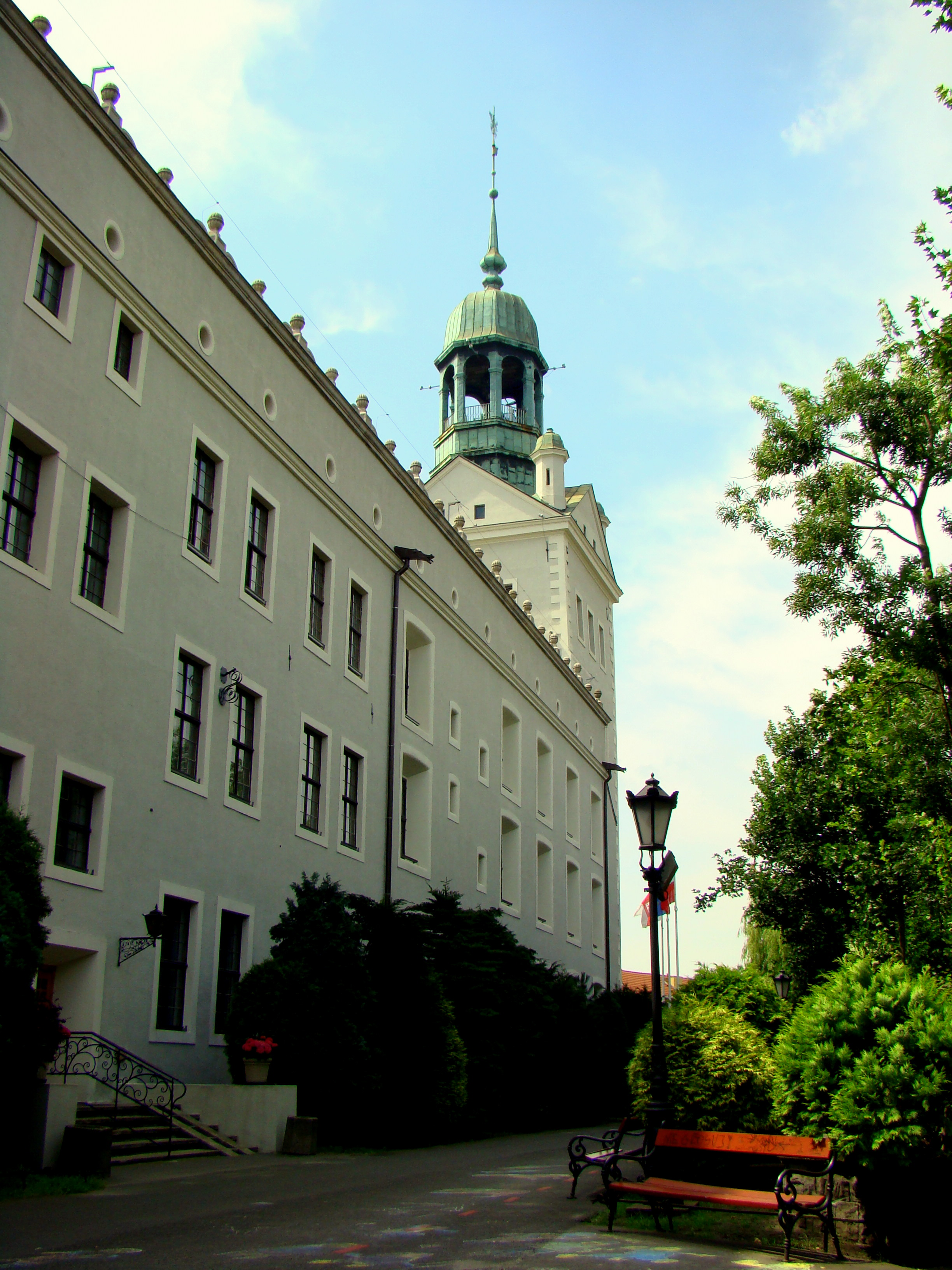
Вежа дзвонів (північне крило)
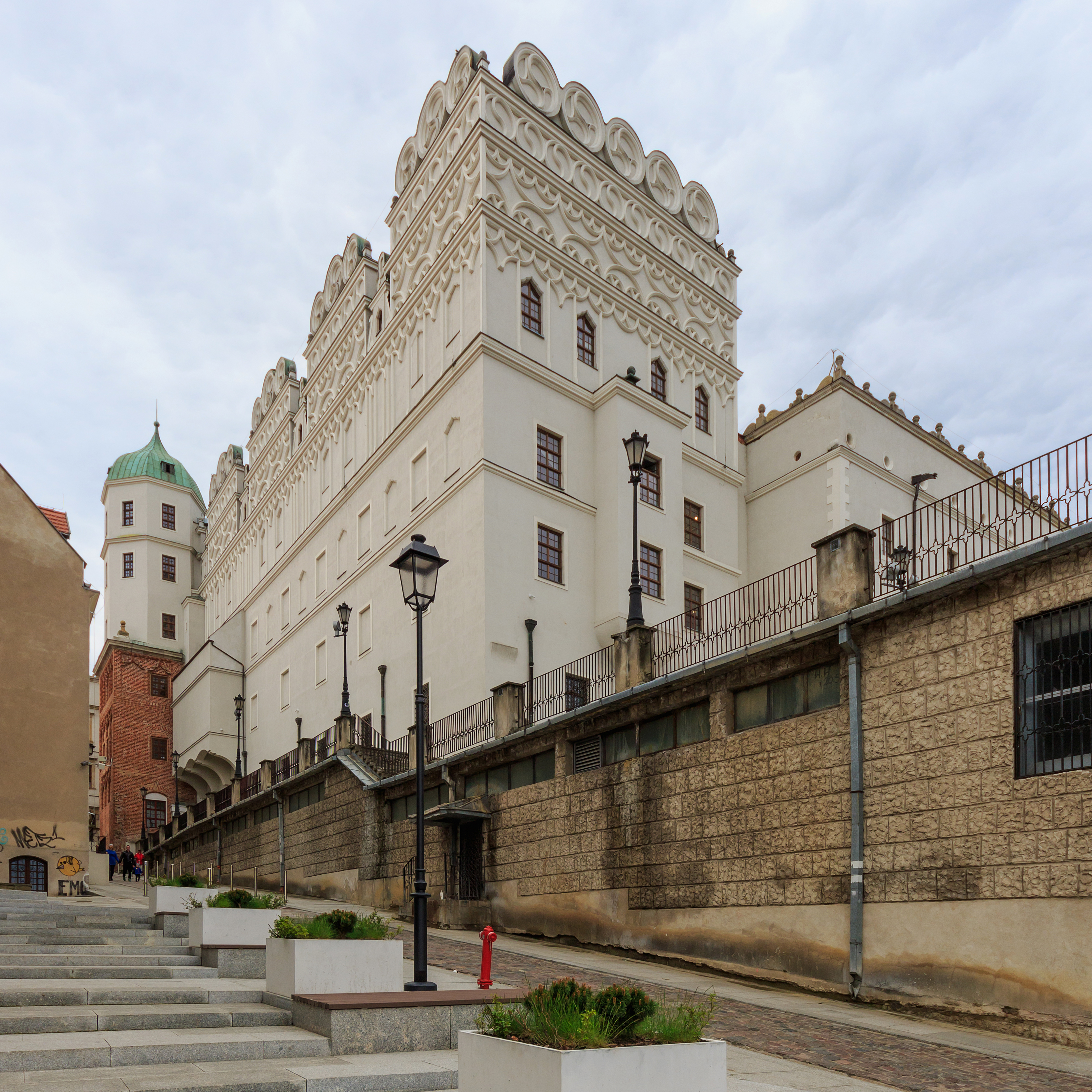
Вигляд з боку
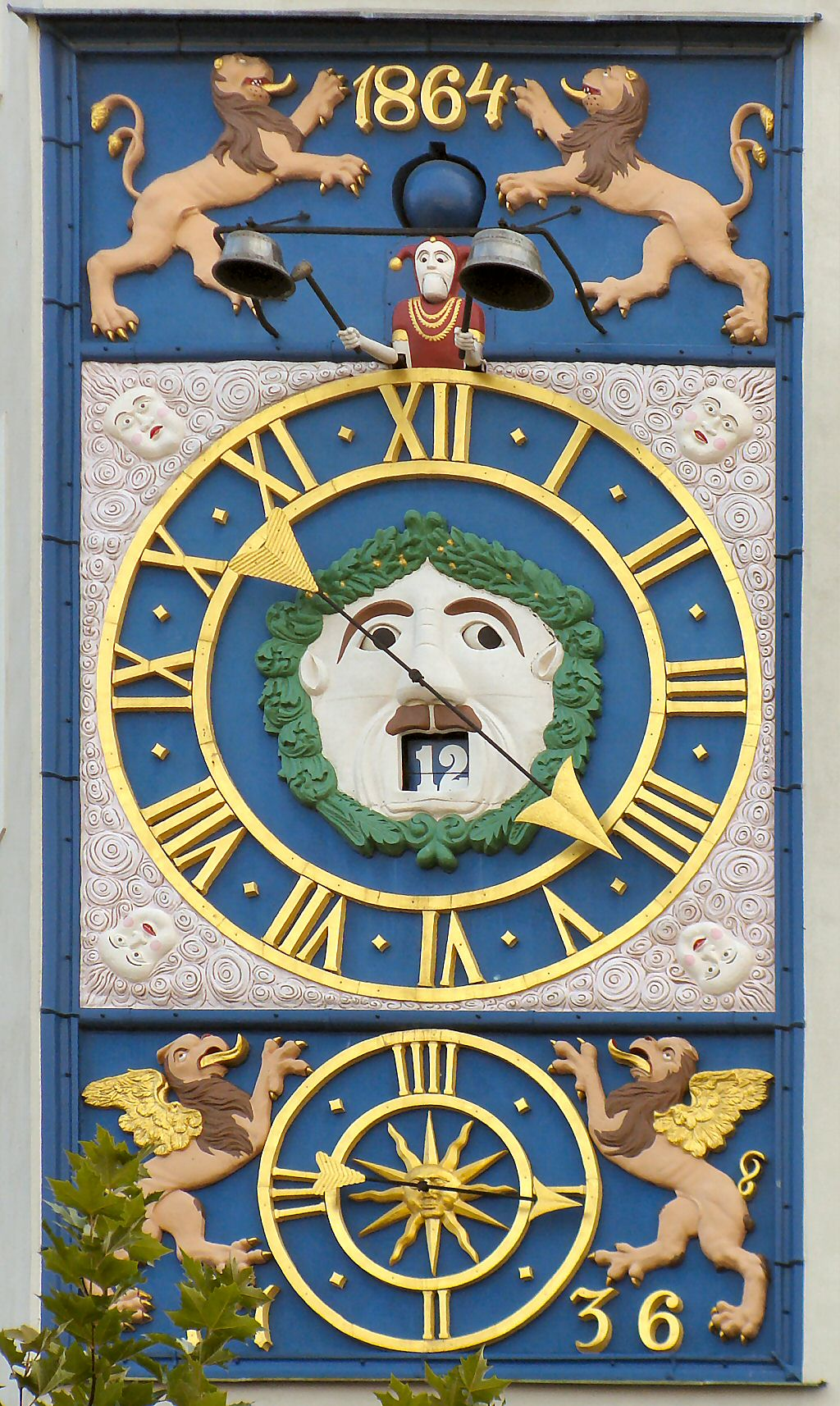
Годинник на Годинниковій вежі
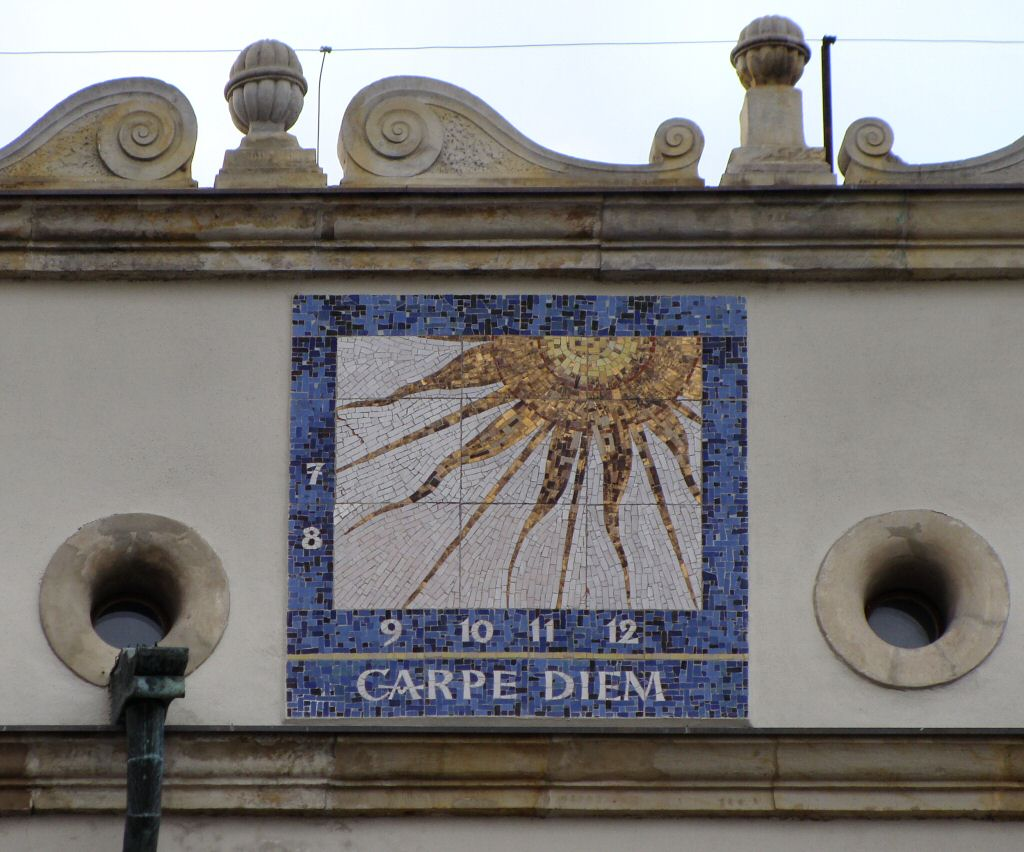
Сонячний годинник
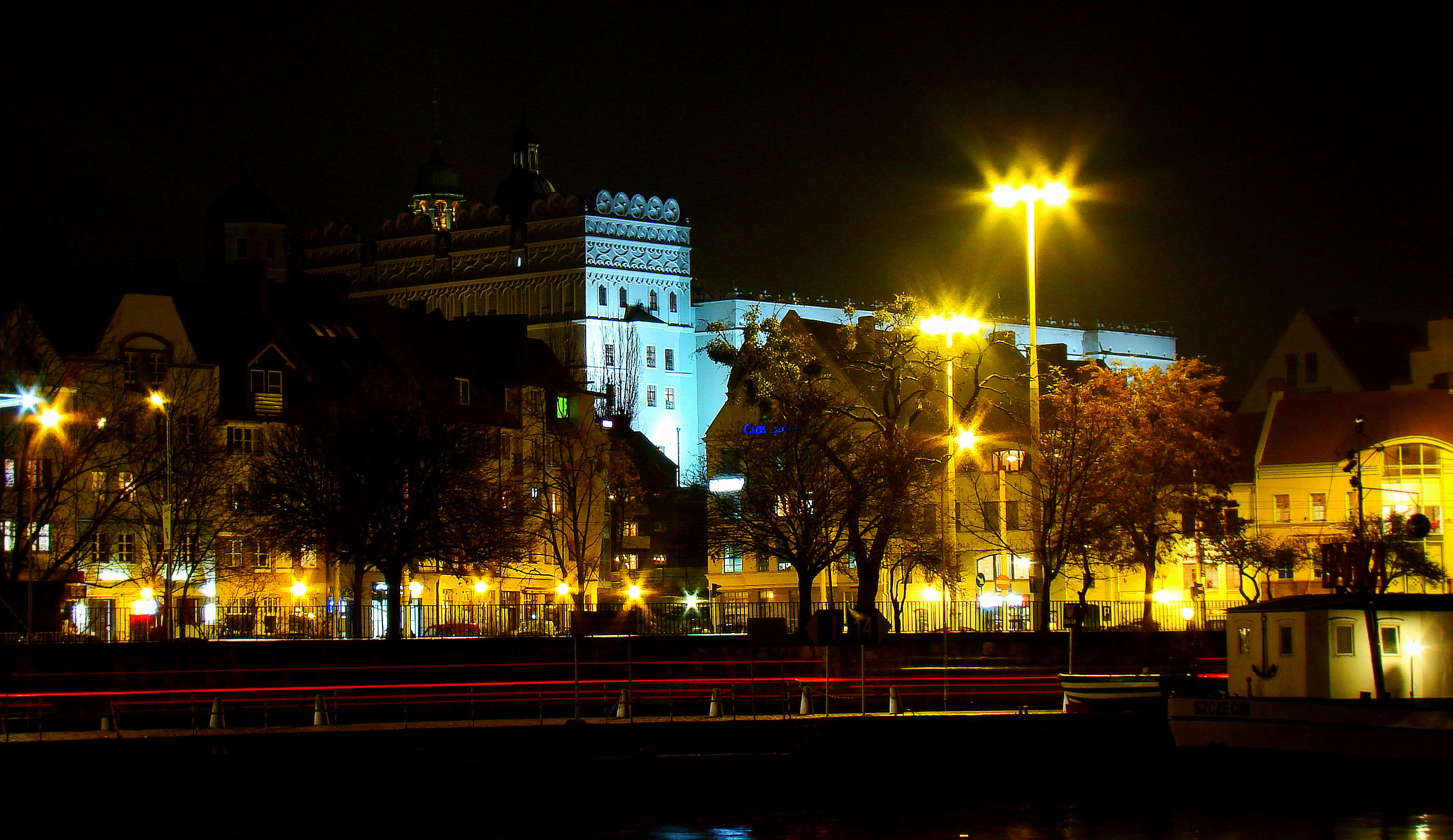
Вигляд замку вночі
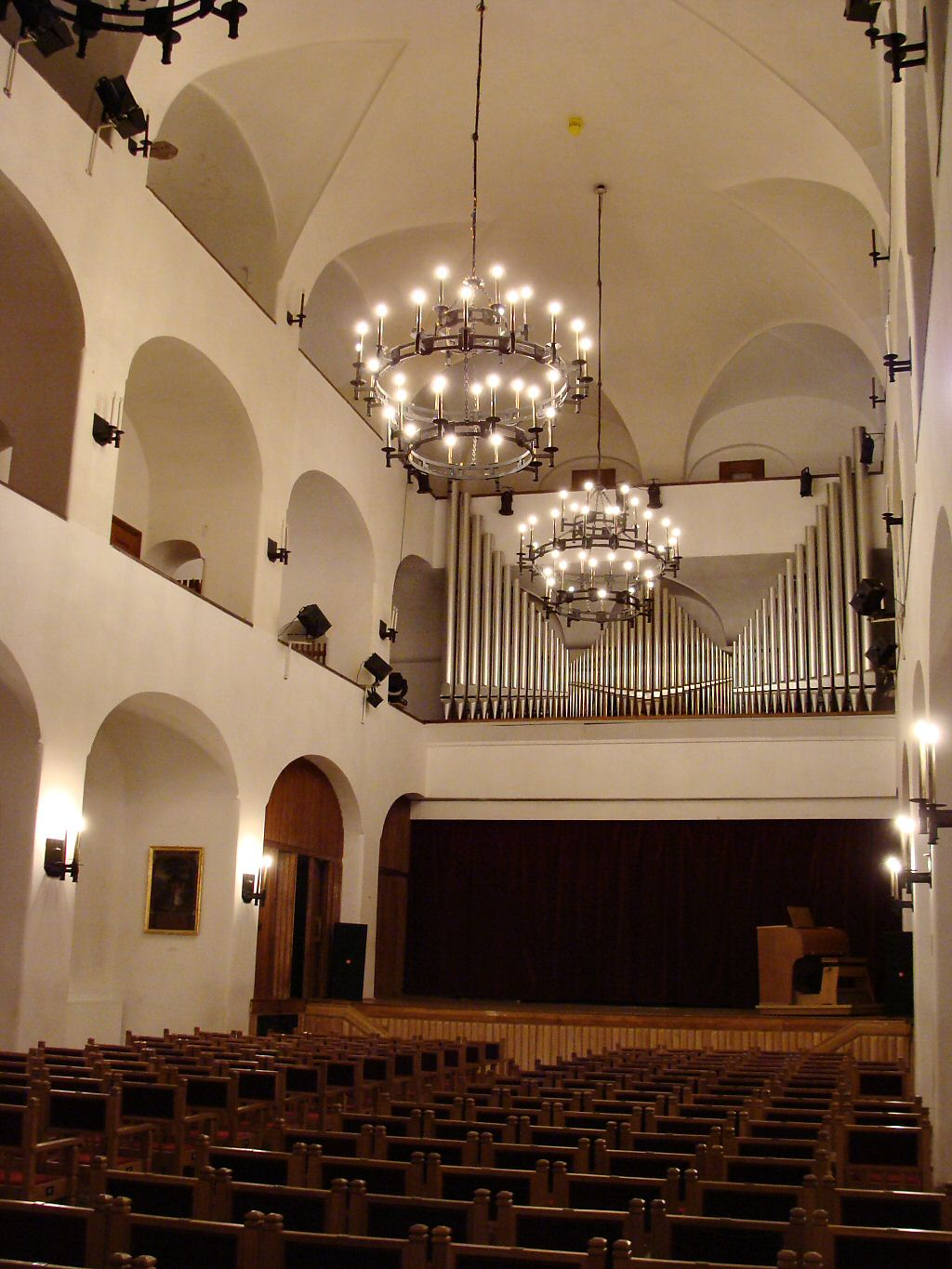
Зала Богуслава
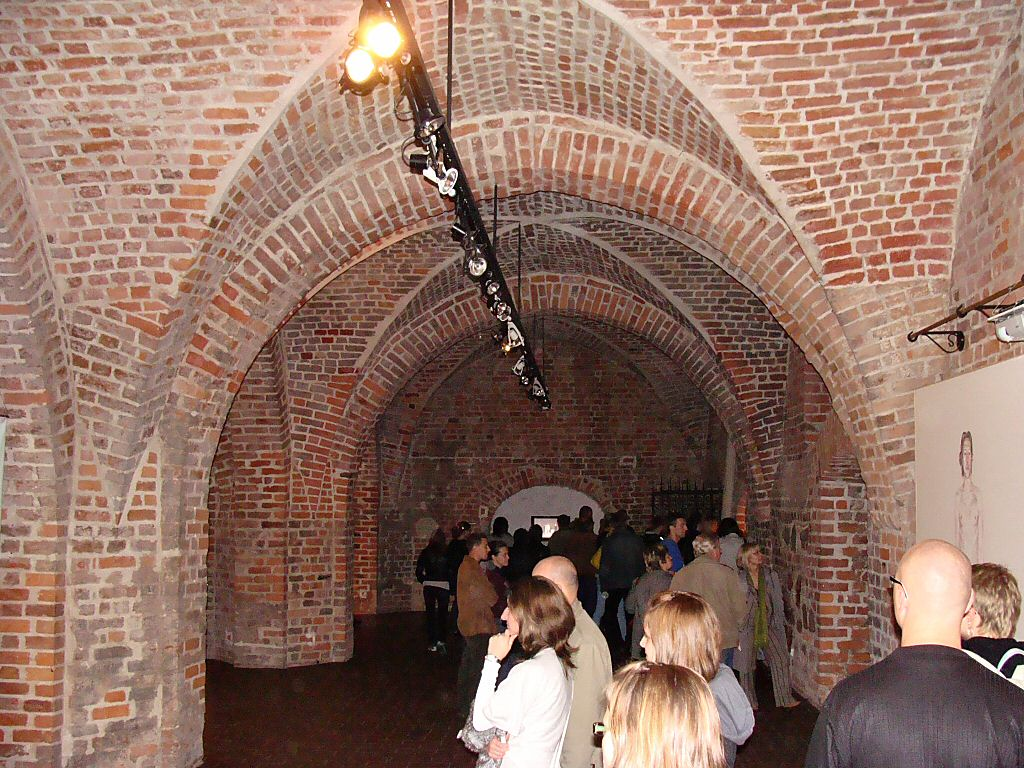
Готична галерея